# Horloge astronomique de Ploërmel
L'horloge astronomique de Ploërmel est une horloge astronomique installée à Ploërmel (Morbihan). Outil de travail construit initialement avec une vocation pédagogique par un frère-enseignant, l'horloge est progressivement devenue un édifice classé monument historique dans les années 1980, et un site touristique. L'ouvrage se situe dans l'enceinte de la maison-mère de la congrégation des frères de l'instruction chrétienne de Ploërmel.

## Historique

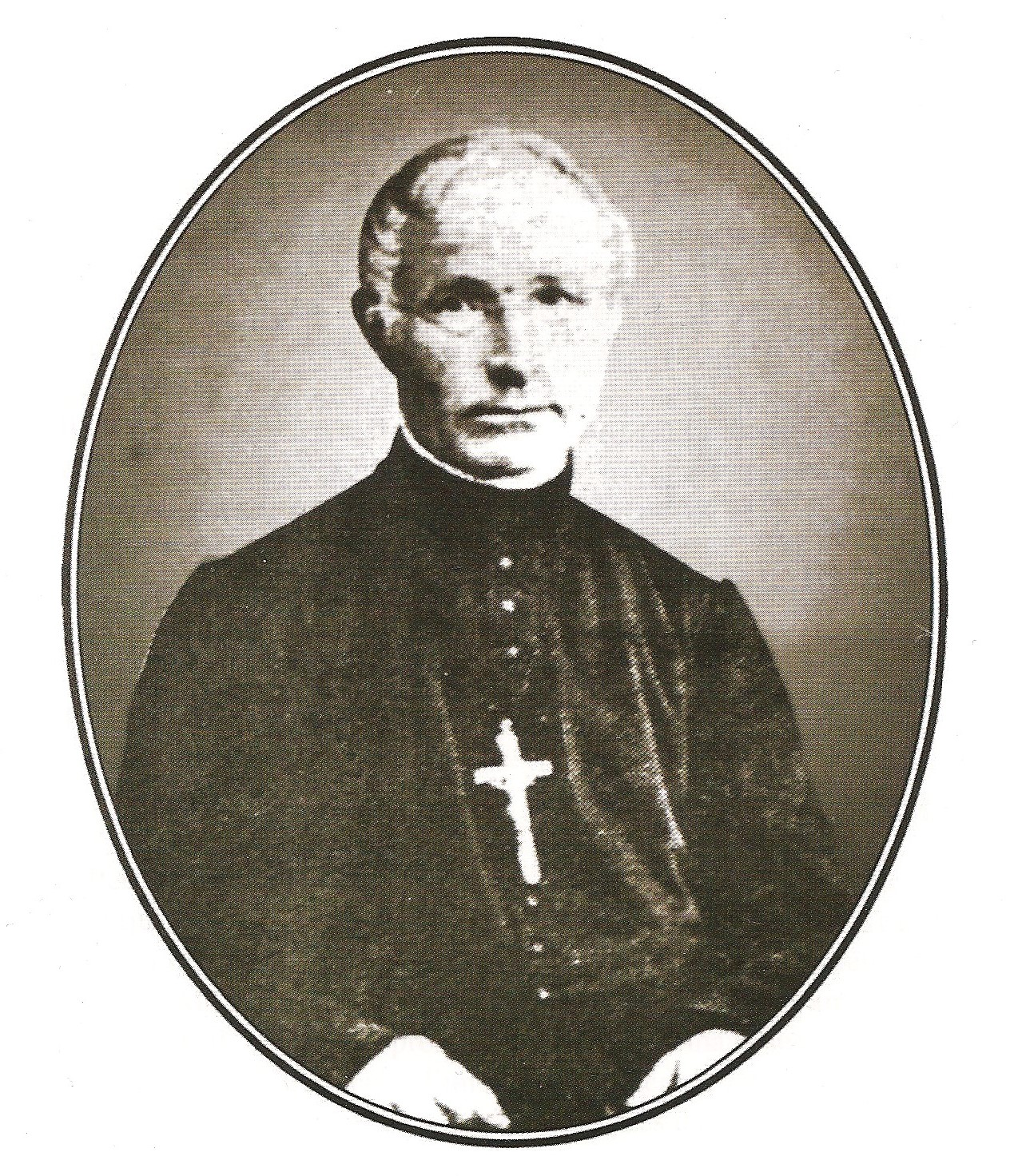
Frère Bernardin (Gabriel Morin)

L'horloge est l'œuvre de Gabriel Morin (1812-1876), également connu comme frère Bernardin car il a réalisé ce travail en tant que frère-enseignant. Professeur de mathématiques, d'astronomie et de navigation dans différentes écoles de la congrégation des frères de l'instruction chrétienne, mais sans formation d'horloger, il exprime le désir d'illustrer ses cours par la construction d'une horloge de grande dimension, en complément des manuels scolaires qu'il rédige.  
La machine imaginée est construite de 1850 à 1855 avec l'aide des élèves, le soir, après les cours. Le travail de confection des pièces est réalisé dans les ateliers en utilisant notamment la forge située dans l'enceinte de la congrégation à Ploërmel,. 
Les calculs ayant permis de déterminer le nombre de dents nécessaires aux roues dentées de l'horloge, ne sont pas parvenus jusqu'à nous. L'usage des fractions continues est une hypothèse, car c'est une méthode mathématique souvent utilisée dans les engrenages. 
Installée à l'origine dans une salle de classe, l'horloge a été déplacée, depuis 1890, dans un petit kiosque octogonal vitré. Ainsi abritée, cela permet de l'observer de l'extérieur. Elle est située dans le cloître qui sépare le lycée La Mennais et les bâtiments de la congrégations des frères de l'instruction chrétienne, dans le centre-ville de Ploërmel.  
L'horloge a fait l'objet de deux rénovations partielles. La première fois en 1920, par la Société horlogère L. Terraillon et J. Petijean, à Morez, dans le Jura. La deuxième fois en 1979, par l'Horlogerie Ungerer, à Strasbourg, dans le Bas-Rhin.
L'instrument est classé comme objet au titre des monuments historiques le 25 juin 1982.

## Description
L'instrument comporte trois parties : un dispositif horloger, composé d'un balancier qui déclenche un trébuchet, qui entraîne successivement 250 roues dentées et 1 200 pièces d'engrenages en laiton,,, qui commande d'un côté un ensemble de dix cadrans et de l'autre côté, un planétaire.

### Horloge
L'horloge astronomique repose sur un pendule battant la seconde. Le mécanisme composé d'un ensemble de cinq poids, nécessite d'être remonté manuellement tous les jours.
Le dispositif entraîne les cadrans à l'aide de deux axes, l'un effectuant une rotation en 24 heures (jour solaire), l'autre en 23 heures et 56 minutes (jour sidéral).

### Cadrans

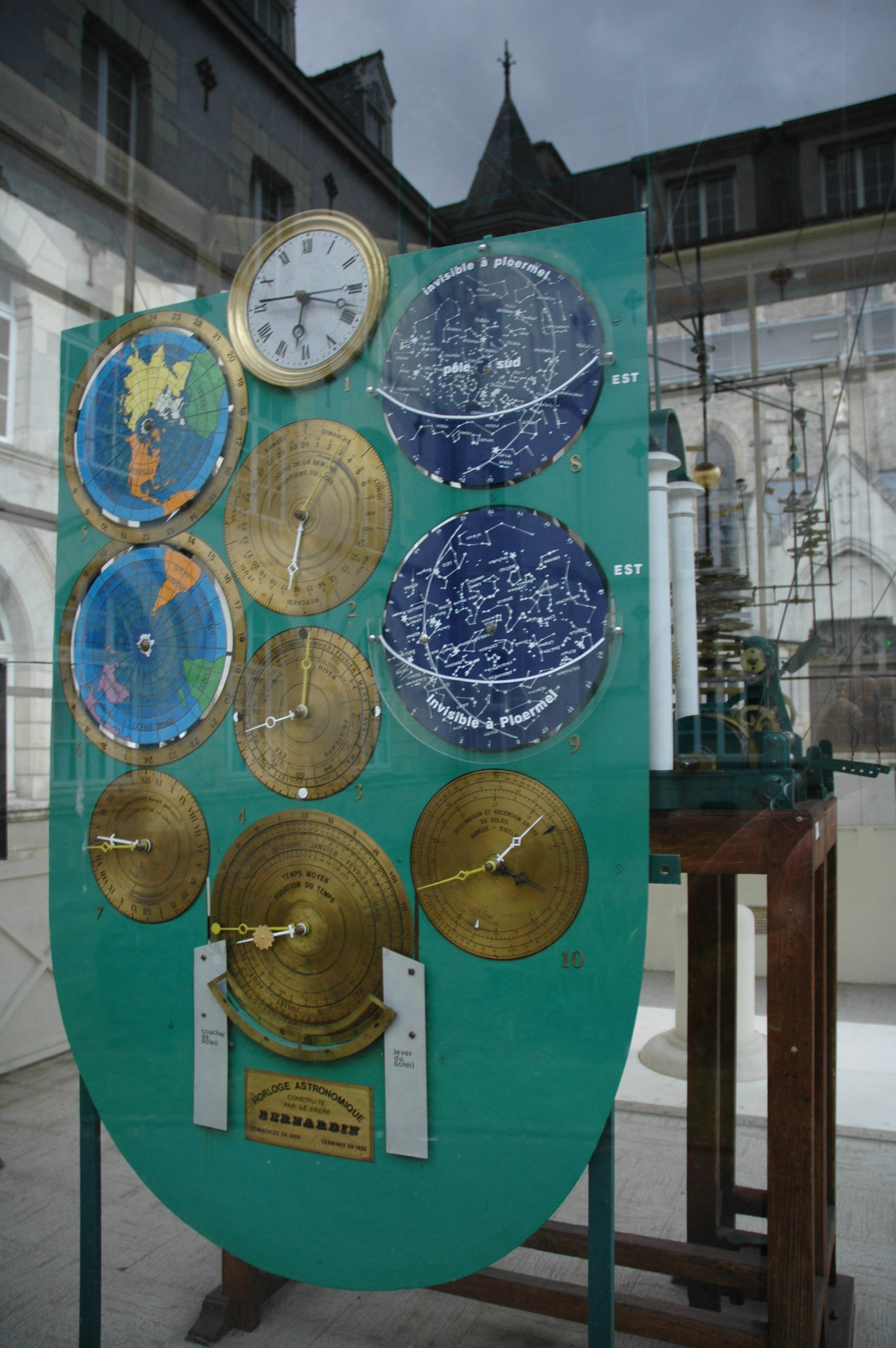
Détail des cadrans.

Les 10 cadrans sont disposés verticalement. Ils sont arrangés sur 3 colonnes, celle du centre contenant quatre cadrans (numérotés de 1 à 4), celles de gauche et de droite en comportant trois (numérotés de 5 à 7 et de 8 à 10 respectivement),. Leur fonction est la suivante :
1. Temps moyen de Ploërmel (au milieu du XIXe siècle : le cadran est celui d'une horloge classique et comporte des aiguilles pour les heures, les minutes et les secondes. Il ne s'agit pas de l'heure solaire : la longitude de Ploërmel et l'équation du temps sont intégrées. L'horloge ne prend toutefois pas en compte l'heure d'été, qui n'existait pas lors de sa construction. La France étant passée depuis dans le fuseau horaire UTC+1, il est nécessaire d'ajouter à la lecture une heure en hiver, ou deux heures en été, pour obtenir l'heure solaire actuelle.
2. Calendrier : jour de la semaine et quantième du mois :
  - La couronne extérieure indique les jours de lundi à dimanche ; elle est parcourue par une aiguille jaune qui effectue une rotation en 7 jours.
  - La couronne intérieure indique les jours de 1 à 31 ; elle est parcourue par une aiguille blanche qui effectue une rotation en 31 jours. L'horloge ne comporte pas de dispositif déterminant le nombre de jours d'un mois : s'il en compte moins de 31, il est nécessaire d'effectuer manuellement la correction.
3. Phases de la Lune et mois de l'année :
  - La couronne extérieure indique les quatre phases principales de la Lune, et est graduée en jours. Elle est parcourue par une aiguille jaune qui effectue une rotation en un mois lunaire synodique.
  - Les couronnes intérieures indiquent les mois de l'année, la position du Soleil dans le Zodiaque, et les saisons. Elles sont parcourues par une unique aiguille blanche qui effectue une rotation en une année.
4. Temps solaire moyen et équation du temps :
  - La couronne extérieure indique la position perçue du Soleil dans le ciel de Ploërmel, et est graduée en heures et en minutes. Elle est parcourue par une aiguille jaune qui effectue une rotation en 24 heures en sens inverse des aiguilles d'une montre. Deux rectangles argentés, portant les mentions « lever de soleil » à droite et « coucher de soleil » à gauche, se déplacent verticalement au cours de l'année grâce à deux roues asymétriques, afin d'indiquer le moment où le soleil se couche et se lève. Ils sont au plus bas au solstice de juin et au plus haut au solstice de décembre.
  - La couronne intérieure porte les noms des mois et la valeur correspondante de l'équation du temps. Elle est parcourue par une aiguille blanche qui effectue une rotation en une année.
5. Temps moyen pour chaque endroit de l'hémisphère nord : le cadran comporte une carte de l'hémisphère nord, suivant une projection polaire, qui tourne en 24 heures. La couronne extérieure est graduée sur 24 heures, débutant en haut à 24 (minuit) et décroissant dans le sens des aiguilles d'une montre.
6. Temps moyen pour chaque endroit de l'hémisphère sud : comme précédemment, mais avec une carte de l'hémisphère sud. La graduation extérieure est symétrique de la précédente (24h en bas).
7. Positions perçues du Soleil et de la Lune dans le ciel de Ploërmel : l'aiguille jaune représentant le Soleil effectue une rotation en 24 heures, l'aiguille blanche représentant la Lune effectue une rotation légèrement plus lente, en 24h 50min 28s. Les deux aiguilles tournent en sens inverse des aiguilles d'une montre ; elles sont superposées lors de la nouvelle lune, et en opposition lors de la pleine lune.
8. Voûte étoilée à Ploërmel : hémisphère céleste sud. Le cadran effectue une rotation en un jour sidéral (23 heures et 56 minutes)
9. Voûte étoilée à Ploërmel : hémisphère céleste nord. Complément du cadran précédent. Il y est représentée la ligne de l’écliptique : ligne passant par les 12 constellations du Zodiaque, et où se trouvent le Soleil, la Lune, et les planètes. Le Soleil y est représenté par un point jaune, et la Lune par un point argenté.
10. Ascension droite et déclinaison du Soleil, années et siècles :
  - Les deux couronnes extérieures donnent l'ascension droite et la déclinaison du Soleil, et sont parcourues par une aiguille jaune effectuant une rotation en une année.
  - La couronne intermédiaire, numérotée de 0 à 99, donne le numéro de l'année dans le siècle. Elle est parcourue par une aiguille blanche effectuant une rotation par siècle.
  - La couronne intérieure, numérotée de 18 à 27, donne le siècle courant. Elle est parcourue par une aiguille noire effectuant une rotation par millénaire.

### Planétaire
Le planétaire comprend le Soleil, Mercure, Vénus, la Terre, la Lune, Mars, Jupiter, les 4 lunes galiléennes de Jupiter (Io, Europe, Ganymède et Callisto), Saturne et Uranus. Il n'y a pas Neptune, découverte en 1846 juste quelques années avant la construction de l'horloge.
Les sept planètes tournent autour du Soleil central, effectuant une rotation dans le planétaire en temps réel. Les tailles des planètes et leurs distances au Soleil ne sont pas respectées. Avec le temps, des imprécisions se sont accumulées, et la position des planètes ne correspond plus à la réalité.
La Terre est représentée inclinée sur son axe et effectue une rotation en un jour sidéral. La Lune tourne autour de la Terre en un mois lunaire.
Les quatre satellites de Jupiter connus à l'époque, tournent autour de la représentation de la planète de façon conforme à leur rotation véritable.